# Prévelles

Prévelles este o comună în departamentul Sarthe, Franța. În 2009 avea o populație de 216 de locuitori.